# Reghaïa
Reghaia là một đô thị thuộc tỉnh Alger, Algérie. Dân số thời điểm năm 2002 là 66.215 người.